# Давыдов, Пётр Павлович
Пётр Павлович Давыдов (27 декабря 1924 года, Змеиногорск, Алтайская губерния — 4 июля 1976 года, Новосибирск) — советский художник, член Союза художников СССР (1971).

## Биография
Родился 27 декабря 1924 года в Змеиногорске Алтайской губернии.
В 1939—1941 годах учился в Красноярском педагогическом училище.
С 1941 по 1942 год работал преподавателем в начальной школе села Преображенка (Туровский район Красноярского края).
Участвовал в Великой Отечественной войне. В 1942—1943 годах — курсант Днепропетровского артиллерийского училища в Томске. С 1942 по 1945 год командовал взводом управления 151-го гвардейского артиллерийского полка 71-й гвардейской дивизии. Принимал участие в составе Воронежского фронта в Курской битве. Войну завершил под Кёнигсбергом. Был в звании младшего лейтенанта. В 1945—1947 годах — командир взвода разведки (Каунас).
В 1947—1948 годах — маляр в Новосибирском театре юного зрителя.
В 1953 году с отличием окончил Алма-Атинское театрально-художественное училище имени Н. В. Гоголя (художественно-педагогическое отделение), после чего переехал в Новосибирск.
С 1955 года работы Давыдова начинают появляться на художественных выставках.
В 1957 году занялся иллюстрированием и оформлением книг: с 1954 года — в Новосибирском книжном издательстве, с 1964 года — в Западно-Сибирском книжном издательстве.
С конца 1960-х годов посвятил себя исключительно станковой живописи.
В 1969 году исключался из СХ СССР за нарушение «этических норм советского художника».
Умер 4 июля 1976 года в Новосибирске. Похоронен на Клещихинском кладбище (квартал 35).

## Работы
Работы Давыдова хранятся в Новосибирском государственном художественном музее.

## Награды
Удостоен ордена «Красной Звезды» и медалей «За победу над Германией», «20 лет победы над Германией», «50 лет Советской Армии».